# Hvem var Forbryderen?
Hvem var Forbryderen? er en dansk stumfilm fra 1913, der er instrueret af August Blom efter manuskript af Christian Nobel.

## Handling
Denne artikel mangler et handlingsreferat. Hjælp os med at skrive det.

## Medvirkende
- Valdemar Psilander - Otto Berg, detektiv
- Robert Schyberg - Aage Hagen, Kurts ven
- Alma Hinding - Olga, rentier Müllers datter
- Frederik Jacobsen
- Ingeborg Bruhn Bertelsen
- Otto Lagoni
- Svend Kornbeck
- Johanne Krum-Hunderup
- Carl Lauritzen
- Franz Skondrup - En politibetjent